# Der schwarze Brigant
Der schwarze Brigant (Originaltitel: Il segreto dello sparviero nero) ist ein italienischer Kostüm- und Abenteuerfilm aus dem Jahre 1961 von Domenico Paolella mit Lex Barker in der Hauptrolle.

## Handlung
Europa im frühen 17. Jahrhundert. Spanien und England befinden sich mal wieder im Krieg. Im Auftrag der spanischen Krone soll Hauptmann Don Carlos de Herrera wichtige Geheimdokumente wiederbeschaffen, die in die Hände von Piraten gefallen ist. Auf Seiten der Briten wurde ein Unbekannter, der nur unter dem Signum „der schwarze Brigant“ bekannt ist, mit demselben Ziel beauftragt. Der geheimnisvolle Mann heißt eigentlich Rodriguez und ist von Hause aus selbst ein Pirat. Bald geraten die beiden Konkurrenten aneinander, obwohl sie doch vom selben Schrot und Korn sind. Um ihre Aufträge zu erfüllen, haben die beiden Kombattanten ein und dieselbe Idee: Sie heuern bei dem berüchtigten Piratenkapitän Calico Jack an, der mit seiner Mannschaft und seinem Schiff gerade in Puerto Bello vor Anker liegt. Das neueste Ziel des bulligen Piraten ist eine spanische Galeone, an deren Bord sich ausgerechnet die Landedeldame Leonora befindet, eine Freundin von Don Carlos. Da Calico Jack grundsätzlich alle Menschen niedermacht, die auf den erbeuteten Schiffen reisen, um so lästige Zeugen loszuwerden, macht Don Carlos ihm einen Gegenvorschlag, Leonore und die anderen Passagiere zu verschonen, da sich mit ihnen sicherlich ein hübsches Lösegeld erpressen ließe. Der spanische Offizier in Geheimmission setzt die Lösegeldforderung auf und schmuggelt in das Schreiben eine Geheiminformation an seine spanischen Auftraggeber hinein, auf dass die spanische Flotte Calico Jacks Freibeuterschiff bei nächster Gelegenheit angreifen möge. 
Leonora macht derweil eine für sie nicht ungefährliche Entdeckung: Unter dem Deckmantel von Sergeant Rodriguez befindet sich niemand anderes als der titelgebende „Schwarze Sperber“, laut deutschem Titel der „schwarze Brigant“, der im Sold des verhassten Feindes, der Engländer, steht. Und der hat seine ganz eigene Vorgehensweise. Er tötet mit Hilfe seines Vertrauten, dem mörderischen Chinesen Chang-Li, Calico Jack und zwingt Don Carlos und dessen Mitverschworenen zur Aufgabe. Damit die gesuchten Dokumente nicht in die Hände des Feindes fallen, entnimmt Leonora diese Papiere, die in einem Kerzenhalter versteckt waren, und verbrennt sie. Als mit der Ankunft der spanischen Truppen die Rettung naht, muss der schwarze Brigant erkennen, dass seine Auftraggeber, die Engländer, ein falsches Spiel gespielt haben und in ihrer Vorgehensweise äußerst brutal auftreten. Er schließt sich daher Herrera an, um mit den übrig gebliebenen Spanier gegen die Briten zu kämpfen. Doch der brutale Chang-Li ermordet überraschenderweise seinen bisherigen Vertrauten, den „schwarzen Briganten“, ehe er selbst von Carlos de Herrera getötet wird. Am Ende hat Carlos mit seinen Mannen die Schlacht gewonnen und sogar die Dokumente von Leonora erhalten: Denn die hatte nur zum Schein wertloses Material verbrannt und die Dokumente heimlich anderenorts versteckt.

## Produktionsnotizen
Der schwarze Brigant entstand im April und Mai 1961 in Rom (Atelier) und am Gardasee (Außenaufnahmen) und wurde am 11. August 1961 in Italien uraufgeführt. Die deutsche Premiere war am 7. September 1962.

## Synchronisation
| Rolle                 | Darsteller        | Synchronsprecher      |
| --------------------- | ----------------- | --------------------- |
| Don Carlos de Herrera | Lex Barker        | Gert Günther Hoffmann |
| Sergeant Rodriguez    | Livio Lorenzon    | Arnold Marquis        |
| Katzenpfote           | Germano Longo     | Rainer Brandt         |
| Calico Jack           | Walter Barnes     | Heinz Klevenow        |
| Don Pedro Ordigosa    | Loris Gizzi       | Heinz Klevenow        |
| Don Juan              | Tullio Altamura   | Curt Ackermann        |
| Gouverneur von Melida | Gino Buzzanca     | Curt Ackermann        |
| Don Alvaro Fontejuna  | Conrado Annicelli | Heinz Petruo          |

## Kritiken
Lexbarker.net kommt zu folgender Beurteilung: „Lex Barkers letzter Film der klassischen Italien-Phase ist leider ein typischer seinesgleichen und kann nicht überzeugen. Der Film hat eine markante, dramaturgische Schwäche: Wer italienische Abenteuerfilme mit Lex kennt, weiss schon bei der ersten Szene, dass hinter der Maske des schwarzen Briganten Livio Lorenzon, ein häufiger Weggefährte Lex Barkers, steckt. (…)  Regisseur ist wie bereits bei 'Die Küste der Piraten' Domenico Paolella. Im Vergleich zu dem besagten Film wirkt die Seeromantik und die Aufmachung in 'Der schwarze Brigant' einiges billiger und sind Aussenaufnahmen seltener. Die Story ist konstruiert und kitschig, manche Schlägereien stümperhaft inszeniert. (…) 'Der schwarze Brigant' ist nur eine langweilige Fliessband-Produktion.“
Im Lexikon des Internationalen Films heißt es: „Ohne großen Ehrgeiz heruntergekurbelter Piratenfilm.“